# Бранислав М. Крстајић
Бранислав Марков Крстајић рођен је 1941. године у Пашиној Води код Жабљака, Црна Гора.

## Биографија
Осмогодишњу школу завршио је у Жабљаку, гимназију у Пљевљима, а Електротехнички факултет у Београду. Радио је у фабрици каблова "Моша Пијаде" у Светозареву, Техничкој и Електро школи, у Електрокрајини и Електропривреди РС у Бањалуци. Ожењен је супругом Љиљаном, имају двоје дјеце и четворо унучади. Пензионисан је 2006. године. Живи у Бањалуци.